# Але Поцете (Тревизо)
Але Поцете (итал. Alle Pozzette) је насеље у Италији у округу Тревизо, региону Венето.
Према процени из 2011. у насељу је живело 86 становника. Насеље се налази на надморској висини од 13 м.